# 大阪市立住吉市民病院
大阪市立住吉市民病院（おおさかしりつすみよししみんびょういん）は、大阪府大阪市住之江区にあった病院。地方独立行政法人大阪市民病院機構が運営していた。
大阪市南部の地域医療を幅広く担うとともに、産科・小児科の拠点病院として小児医療・周産期医療の充実に力点をおいていた。2008年3月に地域周産期母子医療センターの認定を受けた。
内科・精神神経科・小児科・外科・整形外科・小児整形外科・泌尿器科・産婦人科・眼科・耳鼻咽喉科・放射線科・麻酔科・女性専用外来・助産師外来の各診療科を設置していた。
2018年3月末をもって閉院した。跡地に、同法人による「住之江診療所(診療科目:小児科・産婦人科)」が、4月2日に開院した。

## 沿革
病院の前身は、1925年に西成区津守町（1943年住吉区、1974年住之江区）の現在地に設置された「大阪市立桃山病院津守分院」にさかのぼる。大阪市立桃山病院（1993年大阪市立総合医療センターに統廃合）は現在の大阪市天王寺区にあり、伝染病専門の病院だった。津守分院でも必要に応じて伝染病患者を収容し、治療に当たっていた。
一方、1947年5月には利用者数が少ないとして、大阪市立上町市民病院が廃止された。また1947年には外国実業団代表宿舎に転用するとして、大阪市立扇町市民病院が廃止された。1947年には大阪市立桃山病院津守病院内に「住吉診療所」を設置し、廃止となった2病院の機能を移転する形になった。
これらの病院・診療所が母体となり、1950年10月に大阪市立住吉市民病院として現在地に発足した。発足時の規模は、9診療科・許可病床数185床だった。
1971年には大阪市立高等看護学院（のち大阪市立住吉看護専門学校）を病院内に併設した。しかし住吉看護専門学校は1996年に都島区に移転して大阪市立看護専門学校へと改編された（2009年廃校）。また1972年には敷地内に大阪市立助産婦学院（後の大阪市立助産師学院、2014年閉校）を併設している。
2014年10月に地方独立行政法人化された。

## 慢性的赤字による統合、存続問題
大阪市では2011年に最も建物が古い大阪市立住吉病院を建て替える計画を決定したが、橋下徹大阪市長の大阪府･市統合計画に伴い、「二重行政」解消の一環として同病院を隣接する住吉区にある、府立急性期・総合医療センター（現・大阪急性期・総合医療センター）に母子医療センターを新設する形で統廃合する方針を示し、2012年に府市両議会で同方針が可決された。統廃合に関しては大阪市特別顧問であった上山信一慶応義塾大学教授と、医学領域からは当時大阪市特別参与であった大嶽浩司自治医科大学准教授(当時)から有識者としての提言がなされた。しかし、当時の議会では統合にかかる費用（30億）が現地建て替え案の費用（57億）を下回るとされたことから統廃合を決定したが、実際には統合にかかる整備費用は80億以上と、建て替え案より高額になることが2017年9月の市議会で明らかとなった。また、地域のセーフティーネットの役割を果たしてきた市民病院の閉院には反対意見も根強く、市議会では「責任を持って跡地に民間病院を早期誘致する」との付帯決議がつけられていたが、市の民間病院公募は3回失敗し、橋下の後に大阪市長となった吉村洋文は2017年11月に代わりに弘済院の機能を市立大学病院（現・大阪公立大学附属病院）に移管し、移転する方針を表明した。
市立大病院の開業を目指す2023年頃までの間、住吉市民病院の跡地には暫定的に住之江診療所を開設するが、小児科と産婦人科の外来のみで入院はできない。

## 交通
- 大阪市営地下鉄四つ橋線 玉出駅 南西へ約600m。
- 大阪市営地下鉄四つ橋線 北加賀屋駅 東へ約900m。
- 南海本線 粉浜駅 北西へ約750m。
- 阪堺電気軌道阪堺線 東粉浜停留場 北西へ約800m。
- 阪堺電気軌道阪堺線 塚西停留場 南西へ約900m。
- 大阪市営バス 住吉市民病院前バス停[注釈 1] すぐ。